# Scherrie Payne
Scherrie Payne (Detroit, Michigan, 4 november 1944) is een Amerikaanse zangeres en is de jongere zus van actrice/zangeres Freda Payne. Van 1973 tot 1977 was Scherrie de leadzangeres van The Supremes, nadat Jean Terrell de groep verliet in de herfst van 1973. Scherrie wordt vaak vermeld als "de kleine vrouw met de grote stem".

## Glass House
Voordat Scherrie een aanstelling kreeg bij The Supremes, was ze de leadzangeres van de groep Glass House. Andere bandleden waren Tyrone Hunter, Pearl Jones en Larry Mitchell. Deze groep stond onder contract van Invictus Records, opgezet door het trio Holland-Dozier-Holland, die in hun tijd bij het platenlabel Motown vele hits van The Supremes geschreven en geproduceerd hadden. Naast het contract met Glass House hadden ze begin 1970 nog andere contracten lopen, waaronder met haar zus Freda, die met Band of Gold een grote hit had in de VS en Europa. Bij de opname was Scherrie een van de achtergrondzangeressen. Ook tot de 'artiestenstal' van Invictus behoorde de meidengroep Honey Cone, die het nummer Want Ads opnam. Dit nummer was oorspronkelijk bedoeld voor Glass House met Scherrie als leadzangeres, maar die had zelf gesuggereerd dat Honey Cone-zangeres Edna Wright het beter kon opnemen. Die kreeg er vervolgens een nummer 1-hit mee. Het nummer Crumbs Off The Table (waaraan Scherrie had meegeschreven) werd de grootste hit van Glass House in 1969 en stond in de top-10 van de Billboard Hot 100.
Tussen 1969 en 1972 gaf Glass House twee albums en negen singles uit (waaronder Scherrie Payne's solonummer V.I.P.), maar ze bereikten nooit meer het succes van hun eerste single. Na hun album Thanks, I Needed That (1972) werd de groep ontbonden.

## The Supremes
Vervolgens werd ze aangeworven door Motown. Als nieuwe Supreme in een tijd dat de populariteit afnam, hield Scherrie zich vaak rustig tijdens de interviews die de groep gaf; hoofdzakelijk omdat de journalisten bleven vragen naar Diana Ross, die al op 14 januari 1970 haar laatste optreden met The Supremes had gegeven. Scherrie was een krachtige vocaliste en paste goed binnen de groep. De andere twee Mary Wilson en Cindy Birdsong vulden haar goed aan. Scherrie kreeg erkenning met het nummer He's My Man van het album The Supremes '75. Al was zij bedreven in het schrijven van teksten, ze slaagde er niet in iets speciaals voor The Supremes te schrijven.
Scherrie werd zich ervan bewust dat Motown niet meer zoveel om The Supremes gaf als vroeger. Dat kwam enerzijds door veranderingen in de muzieksmaak en anderzijds doordat men zich concentreerde op de solocarrière van Diana Ross. Toch slaagde Scherrie erin The Supremes het discotijdperk binnen te brengen met dansnummers als I'm Gonna Let My Heart Do The Walking (van het album "High Energy" uit 1976). In de Top 40 van de R&B-hitlijst steeg het naar de 25ste plaats en in de pop-hitlijst naar de 40ste. De nummers You're My Driving Wheel, Let Yourself Go en Love I Never Knew You Could Feel So Good belandden wel in de Dans Top 5, maar kwamen niet hoog in hitlijsten van de popmuziek of de R&B.
De laatste drie Supremes Scherrie Payne, Mary Wilson en Susaye Greene gingen in 1977 officieel uit elkaar met een afscheidsconcert in Londen. Mary kondigde aan dat ze zich wilde richten op een solocarrière. Scherrie en Susaye besloten nog door te gaan en zochten een derde lid. De keuze viel op Joyce Vincent Wilson, maar in feite bestonden The Supremes niet meer. In 1979 namen Scherrie en Susaye onder hun eigen namen het album Partners op voor Motown. Nadat dit kritisch was ontvangen besloten de twee ieder hun eigen weg te gaan.

## Former Ladies of the Supremes
In 1986 sloot Scherrie zich aan bij Jean Terrell en Lynda Laurence en vormden ze "Jean, Scherrie en Linda van The Supremes". Later werd dat "Former Ladies of the Supremes" (Voormalige Dames van de Supremes) of kortweg "FLOS".
Gedurende de jaren 1980 en 1990 reisden ze de wereld rond om de erfenis van The Supremes hoog te houden. Samen met Lynda werd Scherrie in 2000 een deel van de Return To Love-tour van Diana Ross, wat opgezet werd als een Supremes-reünie hoewel de drie dames nooit samen in de groep hadden gezeten. De hoge prijs voor een kaartje en het feit dat Mary Wilson en Cindy Birdsong er niet bij waren, waren twee redenen om de tour eerder af te breken.

## Solowerk
Als soloartieste had Scherrie wat hits, zoals "I'm Not In Love" (1982; zus Freda en Mary Wilson waren achtergrondzangeressen), twee jaar later gevolgd door de hit "One Night Only" (met Cindy Birdsong op de achtergrond), een nummer van Acte II van het toneelstuk en de film Dreamgirls; dit is losjes gebaseerd op de geschiedenis van The Supremes en de toenadering van de Motownsound richting het discotijdperk. In 1986 nam Scherrie een soloalbum op voor Superstar International Records, waarop ze diverse duetten zong met Philip Ingram. Het jaar daarop tekende ze, samen met de Britse producer Ian Levine, een contract bij Motorcity Records voor een Motown-reünie-project. Onder dit label bracht Scherrie twee singles uit "Chasing Me Into Somebody Else's Arms" en "Pure Energy" (waarvan ze een deel van de tekst schreef). Ook brachts ze twee covers van Diana Ross uit; "Ain't No Mountain High Enough" en "I'm Still Waiting". Andere opnames voor Motorcity Records waren "Who's Wrong, Who's Right" en "One More Time".
Scherrie werd in augustus 2001 uitgenodigd om op het jaarlijkse, prestigieuze, openluchtfestival Sunset Junction Street Fair in Los Angeles op te komen treden. Daar gaf ze een dynamisch en veelzijdig optreden, met nummers van The Supremes ("Stoned Love" en "My World Is Empty Without You") en een paar van haar eigen solohits ("I'm Not In Love" en ferme fan favoriet "Another Life From Now"). Het jaar daarop keerde ze terug naar Sunset Junction en gaf eenzelfde optreden.
Op 14 januari 2007 was Scherrie de speciale gastster op de geldinzamelingsactie If My Friends Could See Me Now in Los Angeles. Onder een donderende ovatie zong ze haar eigen hit "One Night Only" op zeer energieke wijze, met op de achtergrond haar vriendinnen Pam Vincent en Joyce Vincent Wilson.

## Discografie

### Singles
- Crumbs Off the Table / Bad Bill of Goods (1969 - Invictus Records)
- I Can't Be You (You Can't Be Me) / He's In My Live (1970 - Invictus Records)
- Stealing Moments from Another Woman's Life / If It Ain't Love, It Don't Matter (1970 - Invictus Records)
- Heaven Is There To Guide Us / Look What You've Done To Love (1971 - Invictus Records)
- Let It Flow / Giving Up This Ring (1972 - Invictus Records)
- Playing Games / Let It Flow (1972 - Invictus Records)
- Thanks I Needed That / I Don't See Me In Your Eyes Anymore (1972 - Invictus Records)

### Albums (selectie)
Met Glass House:
- Inside the Glass House (1971 - Invictus Records)
- Thanks I Needed That (1972 - Invictus Records)

Met The Supremes:
- The Supremes (1975 - Motown)
- High Energy (1976 - Motown)
- Mary, Scherrie & Susaye (1976 - Motown)

Met de Former Ladies of the Supremes:
- Bouncing Back (Motorcity)
- Supreme Voice (Altair)
- Supremely Yours

Solo:
- Partners (met Susaye Green; Motown)
- Incredible (Superstar International)

## Samenwerken
Door de jaren heen heeft Scherrie haar stem geleend als achtergrondzangeres op de albums:
- "Supernatural High" (1978, in het nummer Storybook Romance; Scherrie schreef het zelf en zette het een jaar later op haar album "Partners")
- "An Evening With Freda Payne: Live in Concert" (1997)
- "It's Your Night" (duet met James Ingram)
- "Bickram's Lounge" (duet met Bickram Choudray)
- "Late at Night" (duet met Billy Preston)
- "Light Up Your Night" (duet met The Brothers Johnson)
- "Calling" (duet met Noël Pointer)
- "Talking in his sleep" (backingvocal voor Tony Braxton)

## Teksten
Scherrie is ook een veelzijdig tekstschrijfster en componiste. Zo heeft ze de musical "Ten Good Years" geschreven, waarvan het nummer "Another Live From Now" op het album Partners werd gezet en een belangrijk deel werd van haar soloconcerten.
De volgende lijst bevat nummers waaraan Scherrie meewerkte of die ze helemaal zelf schreef:
- Now Is the Time to Say Goodbye (geschreven voor en opgenomen door haar zus Freda Payne)
- Storybook Romance
- Leaving Me Was the Best Thing You've Ever Done (meegewerkt door Payne en Susaye Greene; staat op het album Partners)
- I Found Another Love
- You've Been Good to Me
- Another Life from Now
- Pure Energy
- Who's Wrong, Who's Right
- Don't Rock My World
- Keep On Loving Me
- Sisters United (We're Taking Control)
- Light the World (With the Flame of Love) (meegewerkt door FLOS-lid Lynda Laurence)
- Crumbs off the Table
- The Fox
- Hotel
- Horse and Rider
- Let It Flow
- Hit and Miss
- Your Love (Keeps Lifting Me)

Scherrie treedt nog steeds op, zowel solo maar ook als een van de "Voormalige Dames van The Supremes". In 2006 gaven de dames nog een concert in Los Angeles, vanwege het 20-jarig bestaan van de groep.